# 家园：惊世浩劫
《家园：惊世浩劫》（中国大陆官方译为）是电子游戏《家园》的资料片，于2000年9月首发。在中国大陆由育碧代理发行。本作中引入了补给的的概念。2017年6月，本作更名为家园：紧急状况（英語：Homeworld: Emergence）后在GOG.com发布。因“Cataclysm”一词在2010年发布的魔兽世界第三部资料片——《魔兽世界：大地的裂变》（英語：World of Warcraft: Cataclysm）中被使用，为避免侵权而更名为Emergence。

## 设定
在结束了与泰坦族的战争后，库申族回到了自己的母星希格拉（Hiigara）。4年后，库申族在希格拉上定都，且又分为6个族群（Kiith或Kiithid）。又过了7年，希格拉上的库申族人终于摆脱了粮食危机。但本图西人和泰坦族人在希格拉周围建立了军事基地，控制了直径10光年的空间。图拉尼海盗也趁机在希格拉周围烧杀劫掠。在母舰上从冷冻睡眠中醒来的库申族中，诞生了一个叫英弗利特复仇者的赏金猎人组织，以“永远的复仇”为口号，进行泰坦族战犯的抓捕。
本作的剧情发生在库申族与泰坦族战争结束后的15年。库申族中一个叫索托瓦（Kiith Somtaaw ）的小族群，在一次太空采矿中无意间发现了吊舱。在对吊舱进行研究时，无意间释放出了吊舱中的彼斯特族（the Beast）。

## 其他
家園1和2都有對應的重製版，但本作由於源代碼丟失，並未出重製版。但官方2015年的時候宣佈如果能找到源代碼，則有計劃製作重製版。